# AI akcelerátor
AI akcelerátor (AI = umělá inteligence), procesor hlubokého učení nebo neurální procesorová jednotka (NPU) je typ specializovaného hardwarového akcelerátoru nebo počítačového systému navržených k urychlení činnosti umělé inteligence a strojového učení, včetně umělých neuronových sítí a strojového vidění. Mezi typické nasazení patří algoritmy pro robotiku, internet věcí a další úlohy náročné na data nebo úlohy řízené senzory. Často se jedná o design s mnoha jádry a zaměřením na aritmetiku s nízkou přesností, nové architektury toku dat nebo výpočty v paměti . V roce 2024 obsahuje typický AI čip desítky miliard MOSFET tranzistorů.
AI akcelerátory se používají v mobilních zařízeních jako neurální procesorové jednotky (NPU) v telefonech Apple iPhone, AMD procesorech pro laptopy, mobilních telefonech Huawei, osobních počítačích (Apple Mac), serverech cloud computingu (např. tensor Processing Units (TPU) v Google Cloud Platformě). Pro zařízení v této kategorii existuje řada výrazů specifických pro dodavatele a jedná se o nově vznikající technologii bez dominantního designu.
GPU (grafické čipy) navržené společnostmi Nvidia a AMD často obsahují specifický hardware pro AI a běžně se používají jako AI akcelerátory, a to jak pro strojové učení, tak experní systémy.